# Bowdoin College

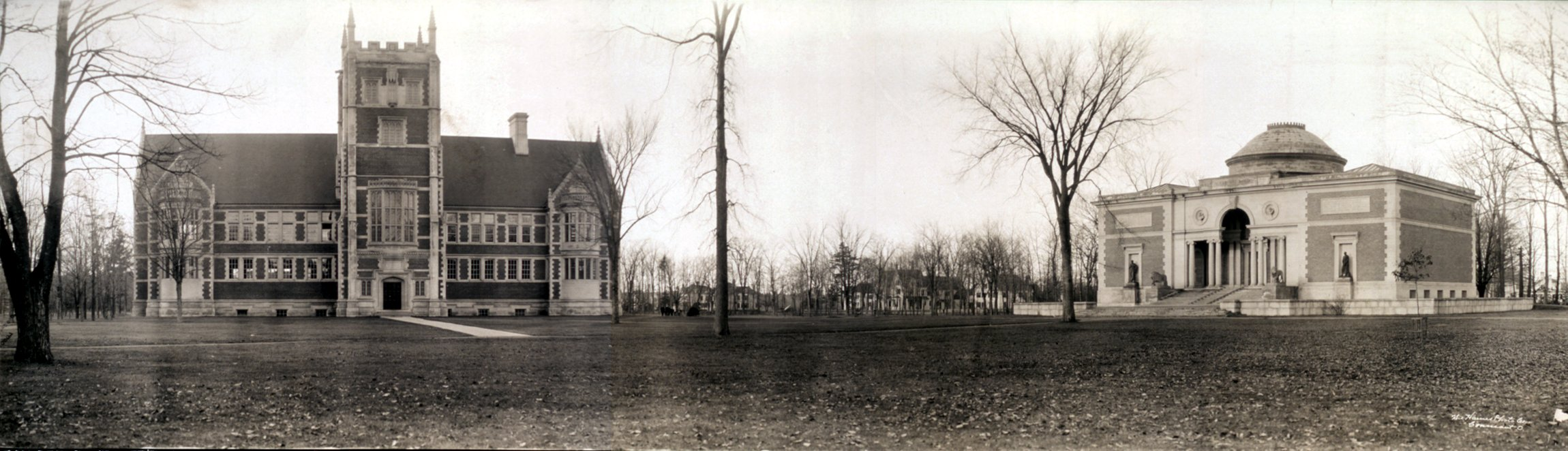
Bowdoin College, campus omkring 1910.

Bowdoin College är ett privat universitet i Brunswick i staten Maine i USA. Det grundades 1794 och är det ledande kvalitetsuniversitetet i delstaten. Det undervisas i mer än 40 ämnen inom humaniora, språk, samhällsvetenskap och klassisk naturvetenskap. Det finns också ett interdisciplinärt fokus på miljö- och oceanografiska studier, med utgångspunkt i ett eget Arctic Studies Centre och ett Coastal Studies Centre, samt forskningsstation på Kent Island i New Brunswick, Kanada.
Bland tidigare studenter finns polarforskarna Robert Peary och Thomas H. Hubbard, därav bruket av isbjörnen som skolans maskot. Även författaren Nathaniel Hawthorne och H. W. Longfellow studerade vid Bowdoin College, den senare var också professor där.